# 杨宋镇
杨宋镇，是中华人民共和国北京市怀柔区下辖的一个镇，位于怀柔区东南端，1995年开始发展影视产业，此后已有400余家影视企业进驻，成为中国（怀柔）影视基地的核心区，该镇也被称为“中国影都”。

## 行政区划
杨宋镇下辖以下地区：
凤翔社区、杨宋庄村、仙台村、西树行村、北年丰村、南年丰村、四季屯村、解村、耿辛庄村、张各庄满族村、花园村、郭庄村、安乐庄村、张自口村、太平庄满族村和梭草村。